# Kelly Overett
Kelly Overett ( Ipswich, Anglia 1972. március 19. ) brit énekesnő és táncosnő. Pályafutását 1991-ben kezdte az SL2 nevezetű formációban, első nyilvános szereplése zenei videókban volt.
- SL2 - Way In My Brain (1992)
- SL2 - On A Ragga Tip (1992)

Ezt követően 1993-ban a Cappella formációban jelent meg ismét. Híres videó róla a Cappella – Move On Baby (1994). Kelly 1993 és 1995 között volt a Cappella énekes- és táncosnője. Kevés nyilvános információ van róla, alig szerepelt interjúkban. 1994-ben a Pop Quiz című tv műsorban játszott. 1995-ben Kelly O néven saját szólóalbumot adott ki Follow Your Heart címmel. Ezután eltűnt a nyilvánosság elől, majd 2004-ben egy rádiónál – a Vibe FM-nél – kezdett dolgozni Norwichban. Házas, és családot alapított.